# 343
| [ Edytuj tabelę ] |                                              |
| Król Aksum        | - 320 Ezana 360                              |
| Władca Guptów     | - 330 Samudragupta 375                       |
| Władca Korei      | - 331 Kogugwŏn 371                           |
| Papież            | - 337 Juliusz I 352                          |
| Król Persji       | - 309 Szapur II 379                          |
| Cesarz Rzymu      | - 337 Konstancjusz II 361 - 337 Konstans 350 |

Rok 343 / CCCXLIII
stulecia: III wiek ~
IV wiek ~
V wiek

lata: 333 «
338 «
339 «
340 «
341 «
342 «
343
» 344
» 345
» 346
» 347
» 348
» 353

## Wydarzenia
Cesarstwo rzymskie
- Diecezję moguncką objął pierwszy potwierdzony źródłowo biskup, Marcin lub Maryn.
- Eustorgiusz I został biskupem Mediolanu.
- Papież Juliusz I zwołał w Sadyce (dzisiejsza Sofia) synod ekumeniczny, w którym uczestniczył m.in. Teodor z Heraklei.

## Zmarli
- 6 grudnia – Mikołaj z Miry, biskup (ur. 270).